# 杜紫平
杜紫平（1962年9月—），四川洪雅人，汉族，中国共产党党员。中华人民共和国政治人物、第十三届全国人民代表大会四川地区代表。毕业于四川师范大学政教系政教专业。曾任中共宜宾市委副书记、市长。现任第五届眉山市人大常委会主任。

## 生平
2018年2月24日，当选为第十三届全国人大代表。
2023年1月8日，因涉嫌严重违纪违法被四川省人大常委会罢免全国人民代表大会代表职务，2023年2月24日代表资格终止。